# 巴山凌輔
巴山 凌輔（はやま りょうすけ、1996年8月15日 - ）は、日本のラグビー選手。

## プロフィール
- 大阪府出身。
- ポジションはセンター (CTB)。
- 身長: 176 cm、体重: 87 kg
- ニックネームはりょうすけ

## 略歴
12歳でラグビーを始めた。
2015年、東海大仰星高校（現・東海大大阪仰星高校）卒業後、龍谷大学に入学。
2018年、龍谷大学ラグビー部の副主将に就任した。
2019年龍谷大学卒業後、東芝ブレイブルーパス (現・東芝ブレイブルーパス東京)に加入。
2021年3月20日にジャパンラグビートップリーグ第4節サントリーサンゴリアス戦に途中出場で公式戦初出場を果たす。
2022年、東芝ブレイブルーパス東京を退団した。